# Douglas Barnes
Douglas Reginald Barnes (ur. 1927) – brytyjski pedagog, profesor Uniwersytetu w Leeds, przedstawiciel konstruktywizmu w edukacji. Wprowadził do pedagogiki i psychologii pojęcie mowy eksploracyjnej na oznaczenie sposobu komunikacji w którym mowa jest środkiem kierowania myśleniem. Jego zainteresowania badawcze koncentrują się wokół zagadnień komunikacji werbalnej w szkole, znaczenia mowy w kontekście edukacyjnym, uczenia się oraz pracy uczniów w małych grupach. 

## Ważniejsze publikacje
- Communication and learning in small groups (1977)(współautor: F. Todd)
- Nauczyciel i uczniowie. Od porozumiewania się do kształcenia(1988) (ang. From communication to curriculum, 1976)
- Language, the learner and the school. A research report by Douglas Barnes, with a contribution by James Britton and a discussion document prepared by Harold Rosen on behalf of the London Association for the Teaching of English (1971)